# Краснохолмски рејон
Краснохолмски рејон (рус. Краснохолмский район) административно-територијална је јединица другог нивоа и општински рејон на североистоку Тверске области, у европском делу Руске Федерације.
Административни центар рејона је град Красни Холм. Према проценама националне статистичке службе, на подручју рејона је 2014. живело свега 10.960 становника или у просеку 7,32 ст/км².

## Географија
Краснохолмски рејон обухвата територију површине 1.496 км² и по површини је међу мањим рејонима Тверске области. Граничи се са Весјегонским рејоном на северу, на северу је Краснохолмски, Молоковски и Бежецки рејон су на западу, док је на југу Сонковски рејон. На истоку се граничи са рејонима Јарославске области.
Већи део територије рејона лежи на благо заталасаном Овинишченском побрђу, а најважнији водоток је река Могоча.

## Историја
Године 1776. основан је Краснохолмски округ као административна јединица тадашњег Тверског намесништва Руске Империје. Округ је распуштен 1796, да би поново био успостављен тек 1918. године. Поново је распуштен 1924. године.
У садашњем административном својству рејон је основан 12. јула 1929. године и био је део Бежецког округа Московске области, а у његов састав ушли су делови територија некадашњег Бежецког и Весјегонског округа Тверске губерније. У границе Калињинске области улази крајем јануара 1935. године. Калињинска област је 1990. променила име у садашње, Тверска област.

## Демографија и административна подела
Према подацима пописа становништва из 2010. на територији рејона је живело укупно 11.835 становника, а од тог броја у административном центру рејона је живело око 5.500 људи. Према процени из 2014. у рејону је живело 7.998 становника, или у просеку 8,9 ст/км².
| 1959.  | 1970.  | 1989.  | 2002.  | 2010.  | 2014.   |
| ------ | ------ | ------ | ------ | ------ | ------- |
| 22.678 | 14.031 | 18.813 | 14.736 | 11.835 | 10.960* |

Напомена: према процени националне статистичке службе.
На подручју рејона постоје укупно 206 сеоско и једно урбано насеље, административно подељени на 3 сеоске и једну урбану општину. Административни центар рејона је град Красни Холм .

## Привреда и саобраћај
Преко територије рејона пролази железница на релацији Москва—Санкт Петербург и магистрални друмски правац Р84 Твер—Бежецк—Красни Холм—Весјегонск—Устјужна.